# Hegyi Dezső
Hegyi Dezső (Pozsony, 1873. április 25. – Budapest, 1926.) mezőgazdasági szakember, szakíró, mikológus. Botanikai szakmunkákban nevének rövidítése: „Hegyi”.

## Életrajza
1893-ban szerzett oklevelet. Párizsban a Sorbonne-on és a Párizsi Növénykórtani Állomáson folytatott tanulmányokat. A Magyaróvári Gazdasági Felsőbb Tanintézetben volt gyakornok. 1889-től a Magyaróvári Vetőmagvizsgáló Növényélet- és Kórtani Állomáson működött. 1911-ben vette át az Állomás vezetését, és annak 1913-ban Budapestre történt áthelyezésével együtt ott működött 1919-ig.

## Munkássága
Főleg a búza és rozs betegségeivel, a cukorrépa gyökérrothadásával, a csillagfürt gombás megbetegedéseivel és az ellenük való védekezéssel foglalkozott. Cikkei a német, francia és angol szaklapokban, a Kísérletügyi Közleményekben, a Köztelekben, a Gazdasági Lapokban, jelentek meg.

## Főbb munkái
- A cukorrépa betegségei (Budapest, 1902)
- Konyhakerti növényeink betegségei (Magyaróvár, 1904)